# Morkůvky
Morkůvky är en ort i Tjeckien.   Den ligger i regionen Södra Mähren, i den sydöstra delen av landet, 220 km sydost om huvudstaden Prag. Morkůvky ligger 200 meter över havet och antalet invånare är 465.
Terrängen runt Morkůvky är platt. Runt Morkůvky är det ganska tätbefolkat, med 96 invånare per kvadratkilometer. Närmaste större samhälle är Kyjov, 19,6 km öster om Morkůvky. Trakten runt Morkůvky består till största delen av jordbruksmark.